# سفارة تونس لدى نيجيريا
سفارة تونس لدى نيجيريا هي البعثة الدبلوماسية لجمهورية تونس لدى جمهورية نيجيريا الاتحادية، وتقع بالعاصمة أبوجا.